# Starosilla (rejon białogrodzki)
Starosilla (ukr. Старосілля) – wieś na Ukrainie, w obwodzie odeskim, w rejonie białogrodzkim, w hromadzie Petropawliwka. W 2001 liczyła 1634 mieszkańców, głównie Rumunów.